# Urszula Oszwa
Urszula Oszwa – polska psycholog, dr hab. nauk humanistycznych, profesor uczelni Katedry Dydaktyki Uniwersytetu Marii Curie-Skłodowskiej.

## Życiorys
26 czerwca 1998 obroniła pracę doktorską Sprawność językowa w zakresie posługiwania się konstrukcjami przyimkowymi u dzieci ze specyficznymi trudnościami w czytaniu, 20 maja 2010 habilitowała się na podstawie oceny dorobku naukowego i pracy zatytułowanej Psychologiczna analiza procesów operowania liczbami u dzieci z trudnościami w matematyce. Została zatrudniona na stanowisku adiunkta w Instytucie Pedagogiki na Wydziale Pedagogiki i Psychologii Uniwersytetu Marii Curie-Skłodowskiej.
Objęła funkcję profesora uczelni w Katedrze Dydaktyki na Uniwersytecie Marii Curie-Skłodowskiej.

## Publikacje
- Od agnozji liter i cyfr do dyskalkulii rozwojowej. Neuropsychologia zaburzeń liczenia wczoraj, dziś i jutro[1]
- Przetwarzanie fonologiczne a rozumowanie arytmetyczne u dzieci[1]
- 2008: Struktura intelektu dzieci ze specyficznymi trudnościami w uczeniu się matematyki[1]
- 2009: Psychologiczna analiza procesów operowania liczbami u dzieci z trudnościami w matematyce[1]